# 阿瑙特·丹朱马
阿瑙特·丹朱马·赫鲁内费尔德（荷蘭語：Arnaut Danjuma Groeneveld；1997年1月31日—），荷蘭足球運動員，司職翼鋒，現效力於西甲球會華倫西亞。前荷蘭國家足球隊成員。

## 俱樂部生涯
在PSV燕豪芬青訓營度過了8年。2016-17賽季他從PSV燕豪芬U19轉會去了NEC奈梅亨，在奈梅亨的首個賽季，他沒有太多上陣機會。隨著奈梅亨降級，球隊陣容重新改造。20歲的他才迎來了出色的表現，上賽季他在荷乙聯賽中出場28次，打入11球並送出了16次助攻。
上賽季奈梅亨未能升級，但在荷乙聯賽優異的表現吸引了比甲球隊布魯日的注意。
轉會布魯日後，迅速成為了球隊的主力位置。在比甲聯賽，他場均過人次數5.3次。他可以擔任左邊鋒也可以擔任左前衛。
2019年8月1日，英超球隊伯恩茅斯從布魯日簽下丹祖馬，轉會費是1370萬英鎊。

### 比利亞雷阿爾
2021年8月18日，西甲球隊比利亞雷阿爾宣佈簽下丹祖馬，簽約至2026年6月，轉會費高達2500萬歐元。
2021年12月9日，丹祖馬在2021–22年歐冠分組賽3-2擊敗亞特蘭大的比賽中梅開二度，幫助球隊以F組第二名晉級歐冠16強。

## 國家隊生涯
丹祖馬擁有荷蘭和尼日利亞雙重國籍。他在荷蘭長大，成長於荷蘭足球青訓體系，此外他也收到了尼日利亞足協的邀請。
他也憑借著出色的表現在2018年10月13日荷蘭3-0德國的歐國聯比賽中完成了國家隊首秀，替補出場22分鐘。

## 榮譽
布魯日
- 比利時超級盃冠軍 : 2018[12]

## 外部連結
- 阿瑙特·丹朱马 （页面存档备份，存于）在伯恩茅斯官网中的档案
- 阿瑙特·丹朱马 （页面存档备份，存于）在荷兰足协官网中的档案
- 阿瑙特·丹朱马－UEFA國際賽競賽紀錄
- Soccerway資料庫：阿瑙特·丹朱马